# برییف آ-۶۰
برییف آ-۶۰ یک هواپیمای آزمایشگاهی لیزر هوایی شوروی / روسی است که بر اساس هواپیمای ترابری ایلیوشین ایل-۷۶ ساخته شده‌است.
در دهه ۱۹۷۰ مجتمع حمل و نقل هوایی ویژه توسط اتحاد جماهیر شوروی در کارخانه ماشین‌سازی تاگانروگ برای توسعه فناوری لیزر هوایی برای ارتش شوروی تأسیس شد.

## کاربران
اتحاد جماهیر شوروی
- نیروی هوایی شوروی

 روسیه
- نیروی هوایی روسیه